# Mychothenus minutus
Mychothenus minutus là một loài bọ cánh cứng trong họ Endomychidae. Loài này được Frivaldszky miêu tả khoa học năm 1877.